# George Kennan

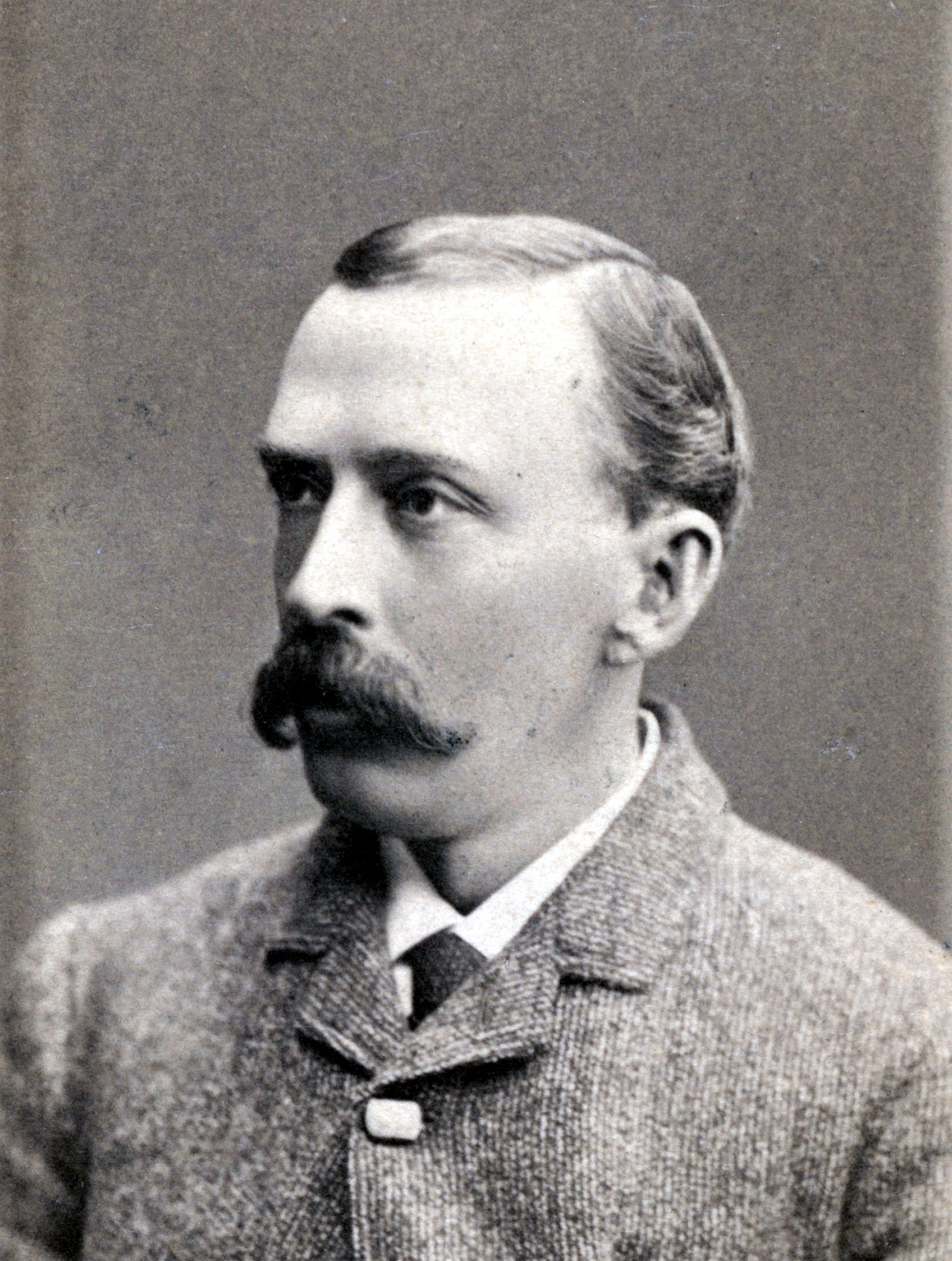
George Kennan, 1885

George Kennan (* 16. Februar 1845 in Norwalk, Ohio; † 10. Mai 1924 in Medina, New York) war ein US-amerikanischer Forschungsreisender und Ethnologe.

## Familie und Ausbildung
Kennans Familie war ursprünglich aus schottisch-irisch-englischer Abstammung. Seine Eltern waren amerikanische Einwanderer. Er war ein Sohn eines Lehrers und Rechtsanwalts Thomas Kennan und dessen Frau Mary Anne (geborene Morse), einer Angehörigen aus der Familie von Samuel F. B. Morse, dem Erfinder der modernen Telegrafie. So beschäftigte er sich schon früh mit dem Telegrafenwesen. Die Reiselust hatte er wohl vom Vater, während er sein Interesse an der Literatur und die genaue Beobachtungsgabe der Mutter verdankte. Die finanziellen Verhältnisse der Eltern ließen es nicht zu, dass er eine höhere Schulbildung erhalten oder ein Studium absolvieren konnte. Frühzeitig musste er zu Lebensunterhalt beitragen. So wurde er im Alter von 12 Jahren in Cincinnati zum Telegrafenbeamten ausgebildet. Nebenher versuchte er sich selbst fortzubilden. Der Ausbruch des Bürgerkriegs erhöhte zudem die Arbeitsbelastung, was seiner Gesundheit schadete. Ergriffen vom Patriotismus wollte er sich zur Feldtelegrafie versetzen lassen, was abgelehnt wurde. Da ihn auch die Abenteuerlust gepackt hatte, bewarb er sich weiter, und wurde schließlich der russisch-amerikanische Überland-Telegrafen-Expedition zugeteilt. Da der Versuch der Western Union Telegraphengesellschaft durch den Atlantik eine Telegrafenverbindung herzustellen fehlgeschlagen war, beabsichtigte sie nun eine Landverbindung herzustellen, die von den Vereinigten Staaten, über Alaska und Sibirien bis nach Europa führen sollte, wobei lediglich ein kurzes Kabel durch die Beringstraße verlegt werden sollte. Auch wenn es nie zur Ausführung dieser Pläne kam, so erhielt Kennan doch im Herbst 1864 vom Leiter der Gesellschaft eine Anfrage, ob er sich binnen zweier Wochen nach Alaska begeben könne. Er telegrafierte zurück: „Nöthigenfalls in zwei Stunden!“ Dies war die Gelegenheit, auf die er gewartet hatte.
Kennan war seit September 1879 mit Emiline Rathbone Weld verheiratet und hatte keine Kinder. Er war weitläufig mit George F. Kennan verwandt, der ein Vetter seines Großvaters war.

## Reisen
Kennans erste Reise begann am 3. Juli 1865 in San Francisco, von wo aus das Schiff an diesem Tag nach Ostasien auslief. Das erste Ziel war Kamtschatka. Zwei Jahre verbrachte er hier in den Hütten der nomadisierenden Korjaken, lernte Land und Leute kennen und erwarb durch den Umgang mit diesen Stämmen wichtige Sprachkenntnisse. Er galt später als ein Kenner der in Russland und Sibirien gesprochenen Dialekte. Als der zweite Versuch ein Transatlantikkabel für die Telegrafie erfolgreich beendet wurde, wurde die Expedition, zu Kennans Bedauern vorzeitig abgebrochen. In der Hoffnung, dass das Projekt doch noch umgesetzt werden könnte blieb er in Russland und begab sich nach Sankt Petersburg, wo er den Winter verbrachte.
1868 veröffentlichte nach seiner Rückkehr das ethnographisch interessante Buch: Tent Life in Siberia. in dem er von seinen Erlebnissen in Sibirien berichtete. Er hatte reichlich Material gesammelt und hielt Vorträge. Den spärlichen Erlös aus den Vorträgen und Zeitschriftenartikel verwandte er, um eine neue Reise nach Russland zu planen, wobei sein Ziel die Kaukasusregion sein sollte. Endlich hatte er eine ausreichende Summe angespart, um seine Pläne zu verwirklichen. Er führte 1870 bis 1871 eine Forschungsreise nach dem Südosten Russlands aus, wobei er die untere Wolga und das Kaspische Meer befuhr, den Kaukasus dreimal überschritt und besonders der Erforschung Dagestans längere Zeit widmete. Ein halbes Jahr lang ritt er mit den Bauern oder Zigeunern durch das Land und erlernte dabei auch allerlei Reiterkunststücke. Inzwischen hatte er sich einen Ruf als Forschungsreisender und Russlandkenner erworben. Nachdem er zurückgekehrt war, legte er jedoch zunächst eine Pause ein und ging einem ruhigeren Berufsleben nach. So arbeitete er unter anderem in der Rechtsbeistandsabteilung einer New Yorker Lebensversicherung, wurde Berichterstatter der Press Association über die Entscheidung des Obersten Gerichtshofs in Washington. Die nächsten sieben Jahre verbrachte er in Washington und eignete sich weitreichende Kenntnisse im Bereich der Gesetzgebung und des Regierungswesens an.
Doch das Arbeitsleben befriedigte ihn nicht und er plante entweder zur Rettung der Nordpolexpedition von Adolphus Greely ober zur Befreiung der Jeannette-Expedition ausziehen. Aber am meisten reizte es ihn erneut nach Russland zu fahren und sich dort mit dem russischen Verbannungssystem zu befassen. Bisher verteidigte er dieses System in seinen Vorlesungen und Zeitungsartikeln und sprach sich gegen die Revolutionäre und für die Regierung des Zaren aus. Kennan meinte:

„dass der russischen Staatsregierung zu viel Unrecht gethan werde, und sein Wahrheitsgefühl bewog ihn, diese Ansicht immer wieder zu betonen. Seine kräftige Vertheidigung der vermeintlich milden Behandlung politischer Gefangener in Russland und seine Verachtung der Nihilisten beruhten auf der Unzulänglichkeit seiner persönlichen Forschungen an Ort und Stelle, waren also Selbsttäuschung“

Die Century Company, der die Zeitschrift Century Magazine gehörte, beauftragte Kennan 1884 mit einer Forschungsreise nach Sibirien. So startete er am 2. Mai 1885 diese Reise in Begleitung des Zeichners George Albert Frost, um das nordöstliche Russland und Sibirien besonders gründlich kennenzulernen. Auf dieser Reise legte er einen Weg von über 15.000 Meilen zurück, wobei er fast alle Gefangenenstationen und Bergwerke zwischen dem Ural und den Quellen des Amur und die wildesten Teile des russischen Altai besuchte. Als sie beide im Jahr 1886 wohlbehalten zurückgekehrt waren, beschlossen sie niemals wieder russischen Boden zu betreten. Er war als Anhänger und Freund der Russischen Regierung mit einem Schutzbrief ausgestattet worden und hatte so Zugang zu Stellen, die keinem anderen zuvor gewährt worden waren. Er hatte seine bisherige Meinung gründlich revidiert und gab nun seinen vormaligen Kritikern in allen Punkten Recht. In seinen zunächst von 1889 bis 1890 im Century Magazine veröffentlichten Schilderungen über diese Reise versuchte Kennan die Gebildete Welt über das grausige Schicksal der politischen Gefangenen aufzuklären und forderte sogar das Vorgehen abzulehnen. In einem Brief an Anna Laurens Dawes schilderte er: „Als ich nach Sibirien gieng, hielt ich die politischen Verbannten für unreife Fanatiker, Bombenwerfer, Mörder, und als ich jenes Land verließ, umarmte und küsste ich diese Männer unter Thränen.“
Seine Berichte erregten großes Aufsehen und führten dazu, dass sich in den Vereinigten Staaten, England und Frankreich Vereinigungen von „Freunden der Freiheit Russlands“ bildeten. In London erschien zudem die Zeitschrift Free Russia. Die Schriften erschienen auch unter dem Titel Sibirien in deutscher Übersetzung von Kirchner in drei Teilen 1890 in Berlin.
Im Mai 1902 reiste er im Auftrag des Outlook Magazine nach Martinique, um über den Ausbruch der Montagne Pelée zu berichten. Sein Buch The Tragedy of Pelee erschien noch im gleichen Jahr.

## Kritik
Kennans Bericht über die sibirischen Gefängnisse, seine Art zu recherchieren und dabei Informanten zu hintergehen und sein volles Vertrauen in die Selbstaussagen der Gefangenen stießen auf Kritik, so unter anderem von Seiten des deutschen Forschungsreisenden und Ethnologen Wilhelm Joest, oder des Journalisten Maximilian Harden und des russischen Schriftstellers und Grafen Lew Nikolajewitsch Tolstoi. Joest warf Kennan in einem Artikel in Die Zukunft (1893) vor allem Naivität vor: „Er wiederholt nur Das, was man ihm erzählt hat und was er anscheinend glaubt“. Joests Widerspruch gegen Kennans Darstellung war seinerzeit ausgesprochen unpopulär und machte ihm viele Feinde.

## Weiteres Engagement und Ehrungen
- Kennan gehörte am 13. Januar 1888 zu den Gründungsmitgliedern der National Geographic Society.
- 1898 wurde er in die American Academy of Arts and Letters gewählt.[8]
- Er war ab 1902 Journalist und Assistant Manager bei der Associated Press, Washington, D.C.[9]
- 1910 Ehrendoktorwürde vom Williams College
- 1916 Ehrendoktorwürde von der University of Rochester[10]

Im Jahr 1922 gab er eine zweibändige Biografie über den Eisenbahnbaron Edward Henry Harriman heraus. Bereits im Jahr 1917 war seine Abhandlung über dessen Projekte und Pläne im Nahen Osten erschienen.

## Werke (Auswahl)
- Tent-life in Siberia and adventures among the Koraks and other tribes in Kamtchatka and northern Asia. G .P. Putnam’s Sons, New York 1870 (archive.org).
- Siberia and the Exile System. 2 Bände, The Century Co., New York 1891, (archive.org, archive.org)
- The Tragedy of Pelee. A narrative of personal experience and observation in Martinique. The Outlook Company, New York 1902 (archive.org).
- Campaigning in Cuba. The Century Co., New York 1899 (archive.org).

Deutsche Ausgaben:
- Zeltleben in Sibirien und Abenteuer unter den Korjäken und anderen Stämmen in Kamtschatka und Nordasien. Deutsch von E. Kirchner. Siegfried Cronbac, Berlin 1890.
- Sibirien! Deutsch von E. Kirchner. Siegfried Cronbach, Berlin 1890 ff.
- Aus Sibirien und Russland: Neue Beiträge zur Kenntnis des Gefängnis- und Verbannungswesens. Ferd. v. Kleinmayr, Klagenfurt 1892 (archive.org).
- …und der Zar ist weit Sibirien 1885. Deutsch von Ingeborg Gronke, Rütten & Loening, Berlin 1975.

als Übersetzer
- Honoré de Balzac: Folk tales of Napoleon.: Napoleonder from the Russian; The Napoleon of the people from the French of Honoré de Balzac. The Outlook Company, New York 1902 (archive.org).